# توقيت الكويت
يتم تحديد الوقت في دولة الكويت حسب التوقيت العربي القياسي (ت ع م+03:00). لا تتبع الكويت التوقيت الصيفي في الوقت الحالي.

## وصلات خارجية
الساعة الآن في الكويت.